# The Late Philip J. Fry
The Late Philip J. Fry (с англ. — «Опаздывающий Филип Дж. Фрай») — седьмой эпизод шестого сезона мультсериала «Футурама».

## Сюжет
Фрай опять опоздал. Он опоздал на свидание к Лиле в её день рождения. Чтобы как-то загладить свою вину, он приглашает её на ужин в ресторан-пещеру «Cavern on the Green». Он даже не поедет с Бендером на мальчишник Робота-Гедониста, который наконец решил остепениться и жениться на доме. Тем временем Профессор закончил свою машину времени, но она может перемещаться только в будущее, чтобы не создавать парадоксов (например, не стать собственным дедушкой). Вместе с Фраем и Бендером он собирается испытать её, отправившись в будущее всего на минуту. Фрай в это время успевает записать поздравление для Лилы на видеооткрытку.
Но от напряжения у Профессора возникает судорога, и он падает, включив машину на полную мощность. Падая, он задевает Фрая, и тот роняет открытку, которая вылетает в открытое окошко машины времени. Когда удалось остановить машину времени, выясняется, что герои попали в 10000 год. За это время человечество успели сменить цивилизации обезьян, птиц, коров и каких-то непонятных слизняков. И все эти цивилизации были разрушены, однако люди выжили и бродят по руинам, сжигая книги, чтобы хоть как-то согреться холодными ночами.
Когда Профессор, Бендер и Фрай пропали, все решили, что они пошли к Роботу-Гедонисту, где в это время произошёл взрыв от перегрева ядерного реактора робота-стриптизёрши, и погибли все, кроме самого Робота-Гедониста. Лила в истерике.
В 10000-м году к Профессору пришла идея: быть может, двигаясь в будущее, удастся найти ту цивилизацию, где уже будет построена машина времени для путешествия в прошлое. Профессор делает попытки, но каждый раз тщетные: герои либо попадают в цивилизацию, где техника слишком примитивна для того, чтобы построить машину времени, либо их встречают враждебно. В 5000000-м году герои находят цивилизацию карликов, которые сообщают, что они — одна из ветвей эволюции человека, у них хорошо развит интеллект, в отличие от туплоков, тупых и грубых тварей, живущих под землёй. Карлики обещают построить машину времени через 5 лет, но когда герои сделали прыжок на 5 лет вперёд, оказалось, что туплоки истребили всех карликов, и машину времени построить не удастся.
В 10000000-м году герои попадают в самый разгар войны людей и машин. Бендер хочет остаться, чтобы увидеть, как машины будут убивать людей, но Фрай и Профессор дёрнули рычаг, чтобы двигаться дальше. Они попадают в 50000000-й год, где встречают цивилизацию, состоящую почти из одних женщин. Они помогут героям создать обратную машину времени, но сегодня они должны остаться на праздник оплодотворения. В их обществе мужчины очень редки и ценны. Фрай и Профессор уже готовы остаться, но Бендер, злой на то, что ему не дали посмотреть, как роботы убивают людей, дёрнул рычаг, и герои попали в миллиардный год, к которому с поверхности земли полностью исчезла жизнь, а значит, дальше двигаться бесполезно. Все перечисленные события как бы показывают героям, насколько непредсказуемым и быстро меняющимся бывает будущее, указывают на их умственную ограниченность и ограниченность их представлений о развитии событий во времени и возможностях предугадать их, а также предельно жёстко демонстрируют им наивность их представлений о возможностях предсказать развитие будущего и что никакой логики, даже самой высокоразвитой, не хватит для этого. Расстроенный Фрай идёт бродить по поверхности опустевшей планеты и натыкается на пещеру, где в 3010-м году был ресторан «Cavern on the Green». Он заходит в неё, чтобы в последний раз вспомнить Лилу и мысленно попросить у неё прощения, но натыкается на послание из прошлого.
После исчезновения Профессора, Фрая и Бендера Planet Express превратился в крупную транспортную компанию. Лила, вспоминая о Фрае, вышла замуж за Кьюберта — он дальний родственник Фрая, и немного на него похож. Этот брак не принёс ей счастья, и вскоре они развелись. Но однажды в 3050 году (очевидно, именно когда машина времени «пролетала» через это время, и Фрай выронил открытку в окно) появилась видеооткрытка, которую Фрай хотел вручить Лиле. Пожилая Лила, узнав из этой открытки, что Фрай вовсе не поехал на вечеринку Робота-Гедониста, а отправился в будущее с Профессором, прощает его. Она идёт в заброшенную пещеру «Cavern on the Green» и оставляет послание Фраю, вырезав его бластером на потолке. За миллионы лет капающая вода формирует копию послания из сталагмитов на полу. И это послание прочитал Фрай.
Узнав, что Лила его простила, он решил, что стоит двигаться дальше в будущее, пока не наступит конец света. Взяв по баночке пива, герои включили машину времени и стали наблюдать, как гибнет Земля, как гаснет Солнце, а затем другие звёзды и Вселенная уходит во тьму. Когда распался последний протон, возникла яркая вспышка. Герои стали свидетелями Большого взрыва, рождения звёзд и планет. Новая Вселенная оказалась полностью идентичной старой, поэтому дальнейшее движение вперёд означало возвращение домой. На радостях Профессор попросил сделать остановку в 1939-м году, чтобы убить Гитлера. Герои уже почти вернулись в своё время, как Профессора снова хватает от волнения судорога. Пришлось сделать ещё один заход, в этот раз машиной управляет Бендер. Профессор снова попытался убить Гитлера, но ему это не удалось, и он по ошибке попал в Элеонору Рузвельт. На этот раз герои попали точно в то время, когда Профессор приглашал Фрая и Бендера сесть в его машину времени. Новая Вселенная оказалась смещена относительно старой (хотя, возможно, дело было в том, что в периоды отсутствия под собой Земли и её гравитации машина времени поднялась и оказалась выше, чем изначально), поэтому машина времени упала на головы «новым» Фраю, Бендеру и Профессору, благодаря чему «разрешился» временной парадокс. Заодно Фрай успел на свидание к Лиле, а Бендер не пошёл к Роботу-Гедонисту, так как нужно было спрятать тела «новых» Фрая, Бендера и Профессора под мостом в центральном парке Нового Нью-Йорка.

## Награды
В 2011 году эпизод был награждён премией Эмми как «Лучшая анимационная программа».